# 智以类聚
《智以类聚》（日语：るいは智を呼ぶ）是由日本游戏品牌AKABEiSOFT2的姐妹公司晓WORKS于2008年6月26日发售的恋爱冒险游戏。该作品为晓WORKS的第二部作品。

标题的“るいは智を呼ぶ”是借用日语中的俗语（即“物以类聚，人以群分”）的谐音，“るい”对应汉字，与谐音。

此外该作品中有部分内容借用了作为创作动机的日本古代小说《南总里见八犬传》中的要素。

发售之初打出“新型恋爱冒险游戏”的口号，部分灵异惊悚情节与整体的积极向上的展开为本作之特征。

2010年9月23日发售FanDisc后篇与原作的全语音版。

## 概要
本作主要描写同伴间的羁绊与冒险，同时带有部分幽默的要素。比起成人内容的描画更加偏重于故事本身情节的描写，广义上而言可以算为一部催泪作品。与此同时本作包含了不少的玄学意义上的带有神秘色彩的词汇，尽管故事的最后交代了其整体的世界观，不过仅仅是某位人物的主观世界。

五条线路的前半部分为共通部分。带有剧情锁，需要在一条线路结束后才能解锁新的选择项。在第二次解锁时可以解锁最后一条线路。推荐的攻略顺序为与女主角们相遇时的先后顺序。

虽然故事中的地名与人物设定被指出与《南总里见八犬传》类似，被认为是受其影响，但官方并没有正式言明。

### 关于修正及追加版
体验版较其他作品更长。

最初的版本在最终路线上有演出错误，于2008年6月27日发布修正补丁（版本号：1.01）。

2010年2月20日在发布后作「智以类聚FanDisc -明日彼方可见之风-」的同时发布「智以类聚 -全语音版-」（追加主人公「和久津智」的语音，并更换了白鞘伊代的声优；而对于已购买原版的用户在官网追加了主人公「和久津智」的语音包），并于2010年9月27日正式发售。

2013年9月26日，原作及FanDisc被移植至PlayStation 3与PlayStation Vita平台，并由5pb.Games代理发售。（删除成人内容）

## 情节
主人公和久津智是一名拥有“诅咒印记”的少女。某天收到了理应亡故的母亲的信，根据信中指示行动的她跨越艰难险阻与5名少女结识，并缔结了“同盟”。但随后她们便察觉到了所有人都是拥有同一印记，同样被诅咒的同类的事实。而根据诅咒，一旦触犯某种禁忌便会死去，主人公考虑着手解开诅咒而展开行动，一边面对接踵而来的各种困难，一边照顾着同伴们艰难地前进。

## 登场人物

### 和久津 智
- 日语：
- 声优：佐本二厘

本作的主人公，户籍上为女，实际上为男。经常被同伴嘲讽为谎言村的村民。

身高165cm；生日2月23日；血型B；印记的位置在右臂的后面。

高二；“同盟”的发起者。

在学校里被当作成绩优异、品行端正的优等生而被后辈当作“憧憬的前辈”。然而事实上一直在学校隐藏本性，与秀丽的外表不匹配的是其黑暗的内心，是个为了目的而不择手段的“卑鄙小人”。虽然表面上装作事事从容，事实上是一个每天保持警惕，行为慎重的人，同时也非常乐于勉强自己来逞强。不过本性上是个遇见流浪狗就会表面拒绝背地里却偷偷带回家养的人。因为这种性子而成为一时冲动下所缔结的“同盟”的集交涉、总务、外交于一手的军师般的人物。然而最后还是变成了日夜处理杂务，帮忙处理善后的残念角色。

因亡故的母亲的遗言，尽管非常讨厌（自称）但还是被迫隐藏着真实性别生活。一旦暴露便会人生终结，每天过着走钢丝般的生活。

诅咒为“不能让人得知真实的性别”。平时身着女装也是因此而为。由于一旦提起便会暴露，所以即便对“同盟”内部的成员也始终保密，因此抱持着罪恶感。由于担心被痴汉袭击或是送医后会暴露真实身份而从母亲身上习得了护身术与护理知识。

兴趣是料理与纺织，尽管本人保持谦虚，事实上水平很高。

在体验版公开后的人气投票中高于第二位三倍以上的票数夺得第一。得票率达到39.7%。

### 皆元 瑠衣
- 日语： るい
- 声优：有栖川みや美

最初相遇。随性的单细胞生物。只关心今天与当下的事情。

身高162cm；三围85D·58·82；生日5月7日；血型A。印记位于右胸。

高于智一届的高三学生，但跟智不是一个学校。

没有特定居所而在废墟之类的地方来回借宿的无家可归者。尽管这样表面上还是在上学。

拥有能扔出摩托车的异于常人的体力，相应的是个高油耗的大胃王。爱吃蛋黄酱，讨厌甜食。在倒下之际被智的厨艺所俘获而成为朋友。拥有着怎么吃也不怕的漫画人物般的体质。

及时行乐主义者；非常重视情义；兴趣很多但都是三天打鱼两天晒网。

明确区分敌我，相信一次的对手便会无条件继续相信，对陌生人则保持严重的警惕。此外对于怀疑自己认同的伙伴或是“背叛”的行为极度厌恶。

过去和亲人间产生了很大隔阂。

与花鸡水火不容。

唯一坚持下来的兴趣是弹贝斯。偶尔会在路边演奏。

### 花城 花鸡
- 日语：
- 声优：天乃そら

第二个相遇。恃才傲物的才女。

将自己与同盟成员视为特别的存在，总是保持着藐视其他一切的态度。

身高167cm；三围82C·59·78；生日7月14日；血型B。印记位于左腕。

在地方有名的贵族女校就读高二。俄罗斯混血，银发蓝瞳的美少女。

自负且自尊心很强。时常说话不经大脑。拥有一些难以用盟友来形容的信众，而敌人更多，两边都不太在意。对待他人的攻击信奉“以眼还眼，以牙还牙”的信条。在她的字典里没有“堂堂正正”这个词，与智在不同意义上为了目的不择手段。

万能的才女，在学校里也是重点班的一员，大脑非常灵活。虽然必要时也会勤奋认真，相对应的，没有兴趣的事便会敷衍应付。容易疲劳、嗜睡，睡魔袭来时在哪里都能睡着。

彻头彻尾的百合，对男性极尽鄙夷，崇尚女同。与瑠衣水火不容，任何事都可以掐起来。

喜欢瓶中船。口红喜欢Alyor的四号色。

在作品中住在巨大的宅邸里，与双亲关系淡薄，崇敬一手壮大家族的祖父。

将诅咒的印记称为“圣痕”，以天选之子自居。

### 鸣泷 心和
- 日语： こより
- 声优：

第三个相遇。小动物类型的人物。好逞能却害怕一个人承担责任。

身高142cm；三围72AA·55·77；生日6月6日；血型O。印记位于左腿。

低智4届的最年轻成员。

一边受到成员的宠爱一边又遭到欺负，类似于“同盟”的吉祥物般的人物，日常被花鸡性骚扰。喜欢被摸头，喜欢亲近人的小兔子般的角色。在未知的地方里一个人难以生存。本质上跟谁都能亲近，但因为年纪太小且同盟成员性格迥异，在人际交往中反而容易拖后腿。

基本上是元气满满的角色，每天穿着溜冰鞋四处游走，各种杂技般的行为都能掌握自如。

拥有一个大很多岁的姐姐。有点恋姐，一直追逐着姐姐的身影却总被姐姐远离，数年间都没有对话。在个人线路中虽然再次相见却……<be>
因为诅咒的缘故养成了软弱，容易依赖他人的性格。但在最后还是展现出了内心强大的一面。

### 白鞘 伊代
- 日语：
- 声优： /（全语音版及FD）

第四个相遇。正义班长纯情派（智的评价）

尽管作为优等生非常认真，喜欢在图书馆里潜心学习，事实上却是非常具有同情心的老好人。

身高164cm；三围95E·63·97；生日8月30日；血型A。印记在背后。

就读县内的升学高中的高二学生，成绩优秀，靠获得奖学金来支付学费。

明明非常不擅长与人相处，却是放不下他人的性格，遇见遇上困难的人便会出手相助，及时被当成傻子也会不顾一切出手。老好人一个。智称她“有班长气质的好家伙”。

对他人和自己都极其严格，认真的性格，偏重理性与明智的分析，但是厌恶所谓的常识与习惯。笃信内心的信条，非常顽固。因此与他人相处不成功，经常好心没好报，过着不如意的生活。

在学校里尽管非常优秀但并不模范，经常翘课在家庭餐厅与图书馆学习，自称“效率更高”。然而这种行为招致了同学的偏见，这一切又加深了她自身的执念。

虽然本人一直都很认真，但因为不善于察言观色而时常做出不合适的发言，因而被授予了“KY天才”之类的称号。

虽然不善于武斗，但非常擅长使用电脑，在情报收集等方面是值得信赖的伙伴。

被智和心和当作班长角色（花鸡将其视为土角色），后来就成了其刻板印象。

### 茅场 茜子
- 日语：
- 声优：桜坂かい

最后一个相遇。自称，同时也被其他成员认可的魔女。

远离他人，非常毒舌。

身高151cm；三围79B·54·76；生日11月9日；血型A。印记的位置在臀部。

比智低2届。貌似在基督教学校就读，被亲人抛弃无家可归。

在学校是迟到、违纪的惯犯，慢性翘课狂。

穿着一身哥特萝莉服，总是摆出一副扑克脸，淡然地不断“口吐莲花”。总是面无表情，难以明白到底在想什么，有时在单纯地发呆，有时又会露出腹黑笑容。是成员中最难以捉摸的角色。

爱好在背街小巷里徘徊，喜欢猫，时常与猫共同生活。好像可以以他人无法理解的语言与猫对话。给猫取名的方式也与常人相异。此外特别怕烫。

### 尹 央辉
- 日语：
- 声优：

原本在中国出生，后东渡日本。

令人恐惧的交易对象，据说为达成目的而不择一切手段。

身高150cm；三围68AA·52·79；生日9月30日；血型O。

具体的年龄不明，实际应当与智等人年龄相近。总是穿着大衣头戴黑色帽子，全身上下全副武装。

华裔黑帮中的实力派。传闻她“可以用目光杀人”，甚至有谣言称其“其实是吸血鬼”。

大多在夜间出没。

### 才野原 惠
- 日语：
- 声优：

虽然动机捉摸不透，但还是对主角们伸出援手的人物。

身高171cm；生日12月15日；血型AB型。

与尹央辉是旧识。

凛然而又神秘，总是将一些台词般的话挂在嘴边，时常保持着戏谑的态度。但其出奇的爽快并不会让人感到不快。仿佛对任何事都不关心一般，可能是所有人物当中最为神秘的一位。

对自己的身份缄口不谈，被花鸡认为是不可信用的人物。

### 冬篠 宫和
- 日语：
- 声优：

身高163cm；三围89E·62·86；生日6月23日；血型B型。

智在学校的同班同学，是校园内唯一一位看穿智的优等生面具的人物，也是智在学校为数不多的朋友。尽管平时温和善良，但其特立独行的性格被称作“天灾”（日语中天灾与天才谐音）。与其说她喜欢学习，不如说她喜欢收集各方面的知识。

自称“和久津智的最强校内跟踪狂”。

### 蝉丸 伊鹤
- 日语： いずる
- 声优：

身高168cm；三围88E·60·91。

瑠衣认识的（信息商人、掮客），所言不知虚实。形迹可疑，自己对此也有自觉。每次“讲述”都要求相应的代价。日语中“讲述”（語り）同“诓骗”（騙り）谐音，因此被智讥讽为。

### 鸣泷 小夜里
- 日语：
- 声优：

心和的姐姐，一名成熟的女性，在一所公司内担任秘书。离开原来的家后与心和相处不和。

### 三宅 康博
- 日语：
- 声优：

怀才不遇的记者（记者的水平在不同线路中获得了不同的评价），因为取材而跟“同盟”的成员结识。

### 芳川 佐知子
- 日语：
- 声优：

在惠家工作的年轻女仆。

### 沖 浜江
- 日语：
- 声优：

在惠家工作的老年女仆，拥有专业级的烹饪技术且意外的精通音乐，对智他们进行指导。不过性格十分严厉。

### 和久津 真耶
- 日语：
- 声优：

智的双胞胎姐姐，童年时曾见过数面，如今早已离世。

## 制作人员
- 原画・角色设计：
- 企划・剧本：日野亘、衆堂ジョオ
- 片头曲：
  - 作詞・作曲・歌：Angel Note|真里歌、編曲：Angel Note|井ノ原智
- 片尾曲：『宝物』
  - 作詞・歌：Riryka、作曲・編曲：Angel Note|椎名俊介

## 相关商品

### 书籍
- (2009年7月31日发售)
- (2013年5月5日发售)

### CD
- (2010年12月22日发售)
- (2011年5月27日发售)

## 評價
根據成人遊戲雜誌《PCpress》的統計，在發售當月（6月），《智以类聚》於日本全國美少女遊戲銷量當中排在第10位，次月亦排在第29位
《智以类聚》在日本美少女遊戲暨動漫相關商品銷售網站Getchu屋的2008年8月遊戲銷量排行榜上排行第4位，而在2008年上半年度時銷售量排名則是第22位。在2008年，它是該站第30暢銷的美少女遊戲。
《智以类聚》在Getchu屋的2008年美少女遊戲大獎中，獲得綜合部門第9位、劇本部門第4位、聲樂部門第8位。